# Servei Central de Documentació
El Servei Central de Documentació (SECED) va ser el servei d'intel·ligència espanyol durant el final del franquisme i el principi de la transició (1972-1977). El règim planteja la possibilitat de crear un Centre d'Informació i Documentació (CIDOC), finalment el sotssecretari de la presidència del govern Luis Carrero Blanco crea el 22 de gener de 1972 el Servei Central de Documentació amb total dependència al servei segons el Decret 511/1972. cal destacar que el servei estava bastant endarrerit respecte als seus homòlegs europeus a causa dels trenta anys d'aïllament. El SECED amb la transició i mitjançant la fusió amb la Tercera Secció d'Informació de l'Alt Estat Major passà a anomenar-se el 1977 Centre Superior d'Informació de la Defensa (CESID).

## Organització
El SECED estava organitzat en dues grans estructures: la d'informació i la d'operacions. Al mateix temps hi havia departaments d'acció psicològica, així com de diferents assumptes especials. Tot estava sota el comandament d'una Secretaria General, que era l'estat major del servei i el receptor de tota la informació rebuda.
A la fi de 1973 el SECED estava comprès en una dotzena de delegacions regionals i mitja dotzena de subdelegacions provincials repartides per tota la geografia espanyola. També comptava amb diverses oficines i delegacions en diversos departaments ministerials.

## Operacions
El SECED es va preocupar fonamentalment de combatre els brots terroristes que havien sorgit.
Entre les operacions més importants que va dur a terme el SECED estan l'Operació Promesa, que va suposar el contacte amb diversos grups polítics que posteriorment participarien en la transició. Altres operacions importants van ser l'Operació Lucero i l'Operació Alborada, que van ajudar a preparar el camí a la transició.
Probablement l'operació més important del SECED va ser l'Operació Lobo amb la qual mitjançant un agent infiltrat (Mikel Lejarza) van aconseguir acabar amb més de la quarta part d'ETA així com la majoria de la cúpula terrorista.
No obstant això van ser responsables del terrorisme tardofranquista de l'extrema dreta, destacant, entre d'altres, l'Operació Reconquista que van portar als fets de Montejurra, com va confessar el destacat militar i alt responsable policial durant la transició espanyola, José Antonio Sáenz de Santamaría.